# Euphonia saturata
Euphonia saturata е вид птица от семейство Чинкови (Fringillidae).

## Разпространение
Видът е разпространен в Еквадор, Колумбия и Перу.